# Тунг
Тунг, или ма́сляное де́рево, ту́нговое дерево (лат. Aleurítes) — небольшой род деревьев семейства Молочайные, распространённых в тропических и субтропических районах Азии и Южной Америки, а также на островах Тихого океана.

## Ботаническое описание
В основном это листопадные деревья высотой 15—40 м с широко распростёртой раскидистой кроной.
Листья овальные или овально-ланцетовидные.
Цветки сливочно-белые колоколообразные ароматные однополые, с пятью — шестью лепестками, собраны в соцветия.
Плоды костянковидные с тонкой деревянистой оболочкой. Семена крупные, у большинства видов ядовитые, с богатым содержанием жиров.

## Применение
Семена видов тунга — источник ценного технического масла, обладающего свойством быстро высыхать на воздухе. Благодаря этому свойству оно широко применяется для производства лаков и красок. Тунговое масло также растворимо в большинстве органических растворителей. Оно относительно токсично и обладает неприятным запахом, поэтому в пищевых целях не используется.
| Крупнейшие производители семян тунга (2020) | Крупнейшие производители семян тунга (2020) | Крупнейшие производители семян тунга (2020) |
| Страна                                      | Производство (тонн)                         |                                             |
| ------------------------------------------- | ------------------------------------------- | ------------------------------------------- |
| Китай                                       | 389 379                                     |                                             |
| Парагвай                                    | 51 198                                      |                                             |
| Аргентина                                   | 5779                                        |                                             |
| Малави                                      | 4469                                        |                                             |
| Мадагаскар                                  | 2695                                        |                                             |
| Бразилия                                    | 270                                         |                                             |

## Виды
Наиболее широко распространённый вид рода — Aleurites moluccanus. Его ареал охватывает территорию от Индии и Китая до Австралии, Новой Зеландии и островов Полинезии. Некоторые исследователи разделяют его на два вида: Aleurites moluccanus и Aleurites rockinghamensis.
- Aleurites angustifolius — Новая Каледония
- Aleurites cordatus — Тунг сердцевидный — Китай
- Aleurites erraticus
- Aleurites integrifolius — Новая Каледония
- Aleurites javanicus — Ява
- Aleurites moluccanus — Тунг молуккский, или Лумбанг
  - Aleurites moluccana subsp. floccosus — Новая Гвинея
  - Aleurites moluccana subsp. katoi — Гавайские острова
  - Aleurites moluccana subsp. moluccanus
  - Aleurites moluccana subsp. rockinghamensis — Новая Гвинея, Австралия
- Aleurites pentaphyllus — Восточная Азия
- Aleurites remyi — Гавайские острова
- Aleurites saponarius — Филиппины
- Aleurites trilobus — острова Тихого океана
- Aleurites fordii — Тунг китайский, или Тунг Форда (синоним Vernicia fordii) — Китай, Вьетнам
- Aleurites montanus — Тунг горный (синоним Vernicia montana)

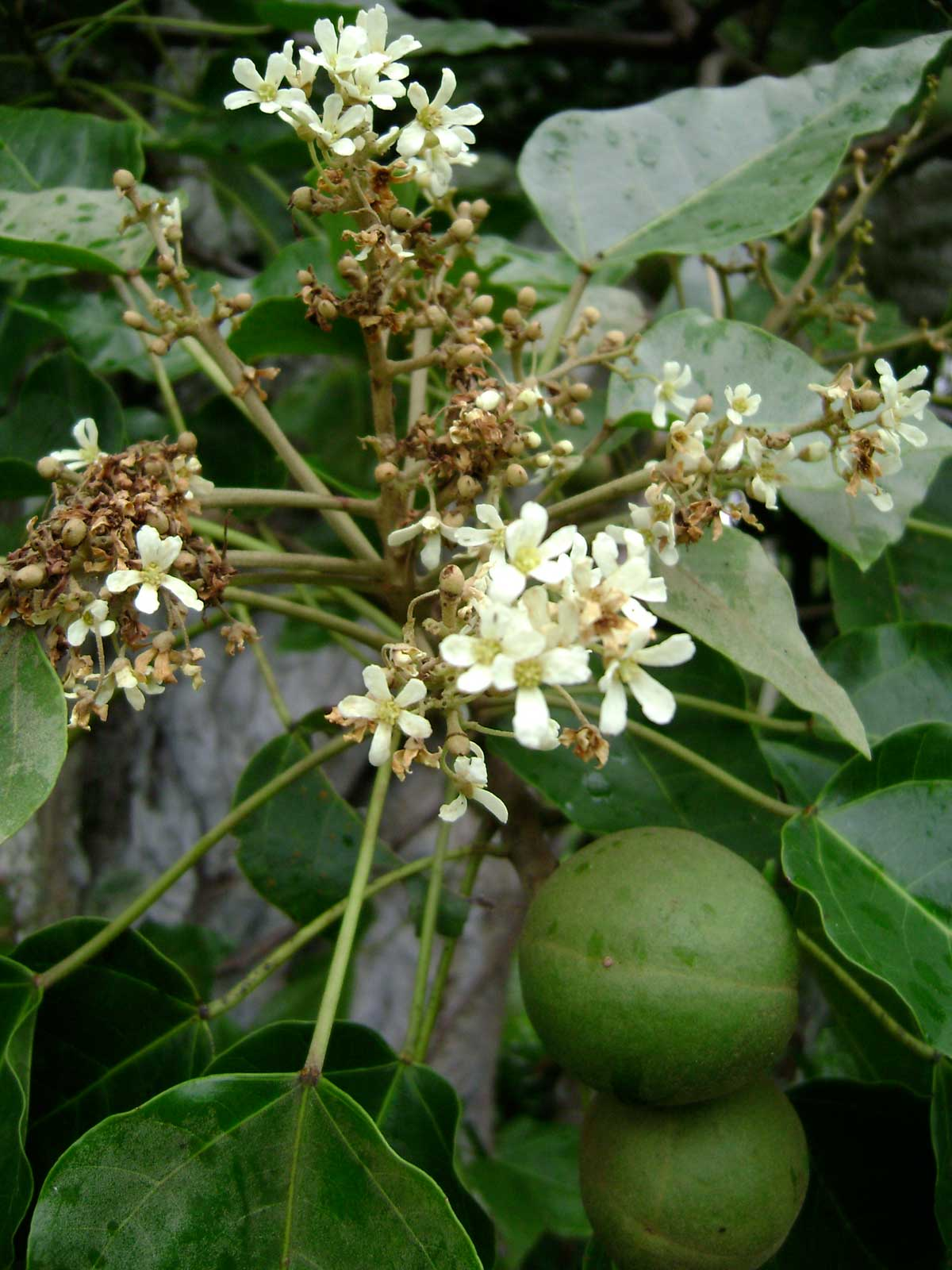
Aleurites moluccana. Листья, цветки и плоды
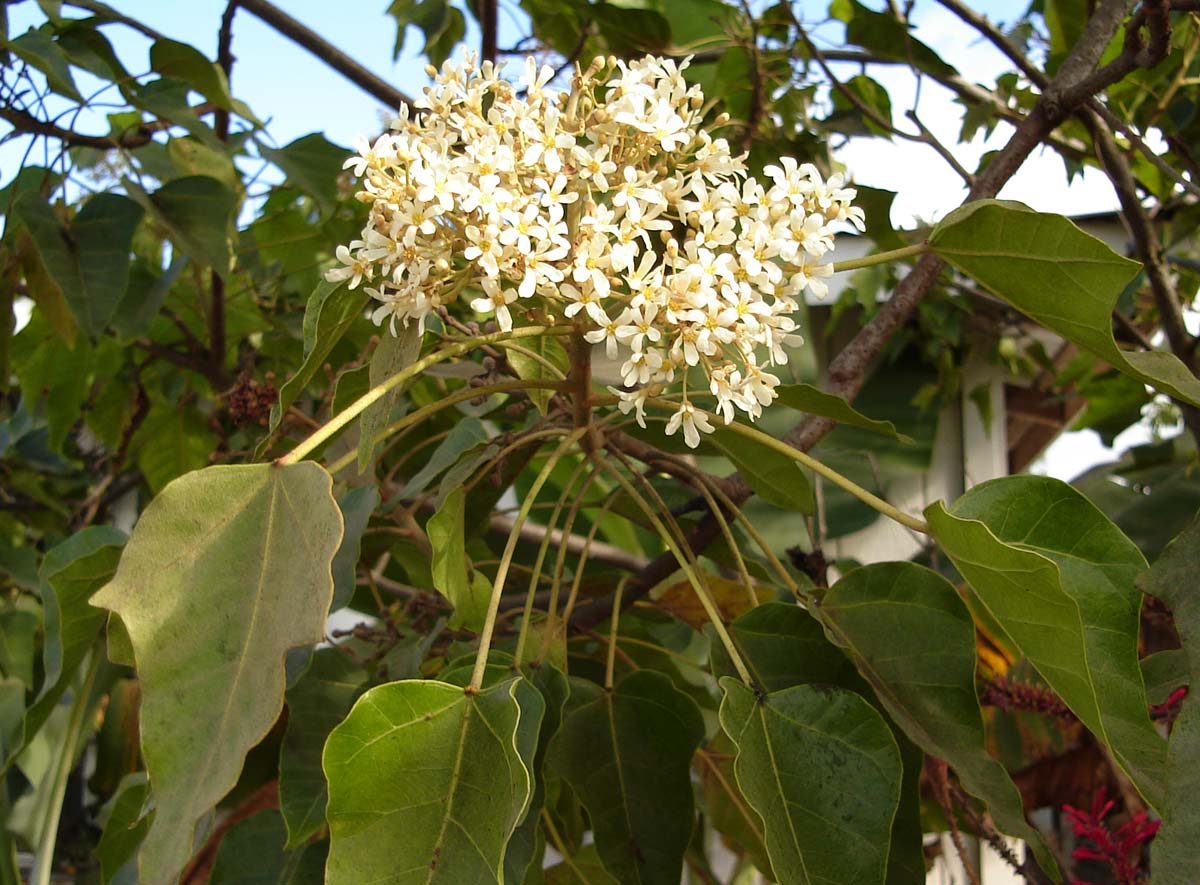
Цветки
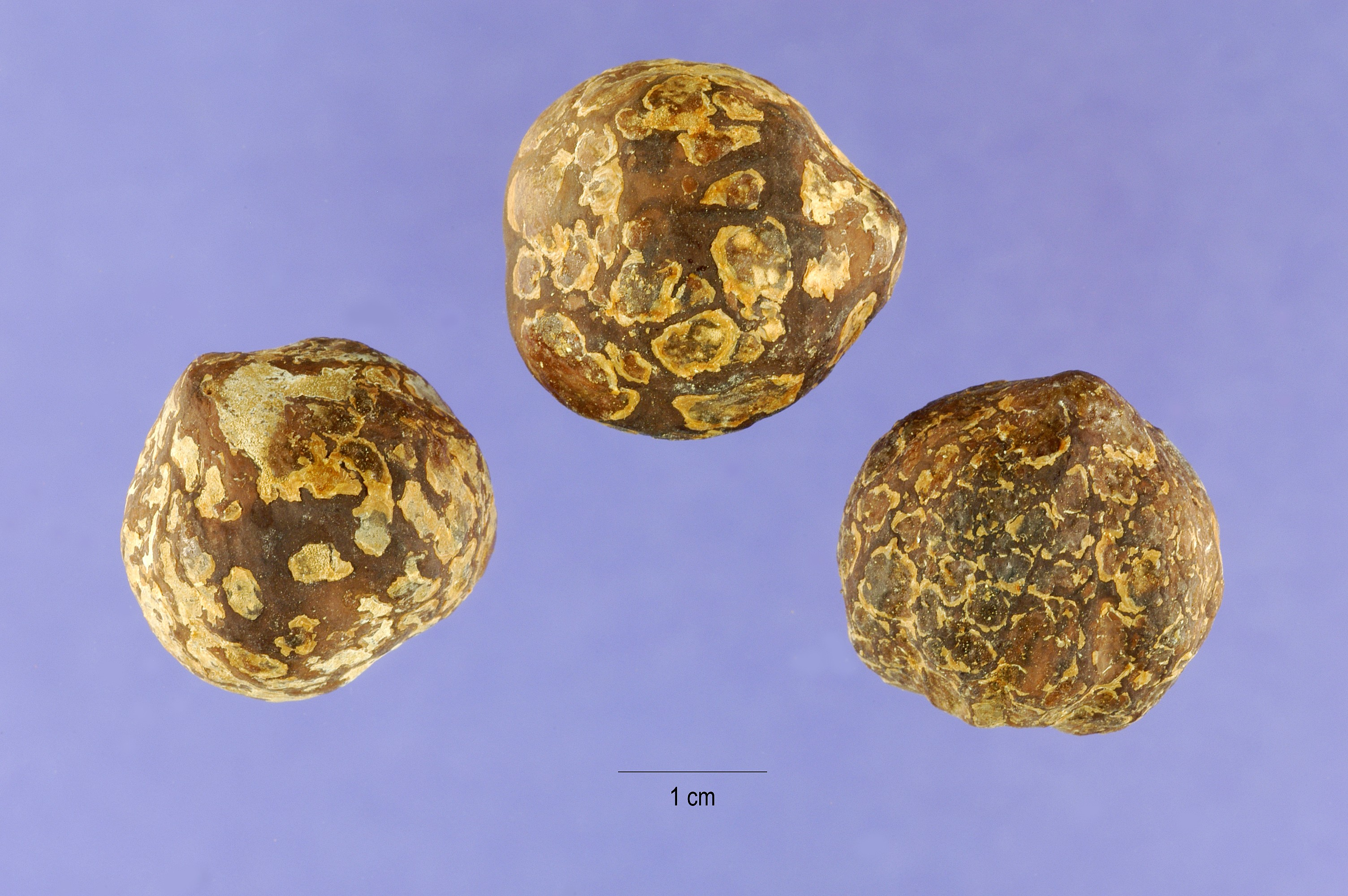
Семена